# استاتیک (فیلم ۲۰۱۲)
استاتیک (انگلیسی: Static) یک فیلم است که در سال ۲۰۱۲ منتشر شد.

## بازیگران
- سارا پاکستون
- سارا شاهی
- میلو ونتیمیگلیا